# Сан (Синд)
Сан (синд. سن) мали је град смештен у пакистанском округу Џамшоро (провинција Синд). Раникот, највећа утврда на свету, налази се око 30 километара југозападно од Сана. 

## Познате личности
Г. М. Сјед је познати синдски политичар. Сјед Џалал Мехмуд Шах такође припада популацији овог града (15.000).